# 255
| [ Edytuj tabelę ] |                                       |
| Władca Korei      | - 248 Chungch’ŏn 270                  |
| Papież            | - 251 Nowacjan 258 - 254 Stefan I 257 |
| Król Persji       | - 241 Szapur I 272                    |
| Cesarz Rzymu      | - 253 Walerian I 260 - 253 Galien 268 |

Rok 255 / CCLV
stulecia: II wiek ~
III wiek ~
IV wiek

lata: 245 «
250 «
251 «
252 «
253 «
254 «
255
» 256
» 257
» 258
» 259
» 260
» 265